# Luke Le Roux
Luke Gareth Le Roux  (10 maart 2000) is een Zuid-Afrikaans voetballer die als middenvelder voor IFK Värnamo speelt. Le Roux debuteerde in 2022 in het nationale elftal van Zuid-Afrika.

## Loopbaan
Le Roux speelde in zijn geboorteland voor SuperSport United FC en Stellenbosch FC alvorens hij in februari 2020 naar Zweden trok. Hij ging aan de slag bij Varbergs BoIS, waar hij als profvoetballer van 2020 tot 2023 speelde. Na 99 wedstrijden (3 doelpunten) verruilde hij Varbergs BoIS in augustus 2023 voor FC Volendam.
Bij FC Volendam liet zijn debuut enkele maanden op zich wachten. Dit kwam in eerste instantie door problemen met de werkvergunning en daarna door een rugblessure. In de laatste wedstrijd voor de winterstop, tegen sc Heerenveen, maakte Le Roux als invaller zijn debuut voor de ploeg uit Volendam. Na de degradatie van FC Volendam in 2024 drukte Le Roux met zijn salaris te zwaar op de begroting van de club en moest hij vertrekken. Hij keerde terug naar Zweden, waar hij ging spelen voor IFK Värnamo. Bij Värnamo werd Le Roux een vaste waarde en hij speelde zich ook weer in de kijker bij bondscoach Hugo Broos.